# Halimah Yacob

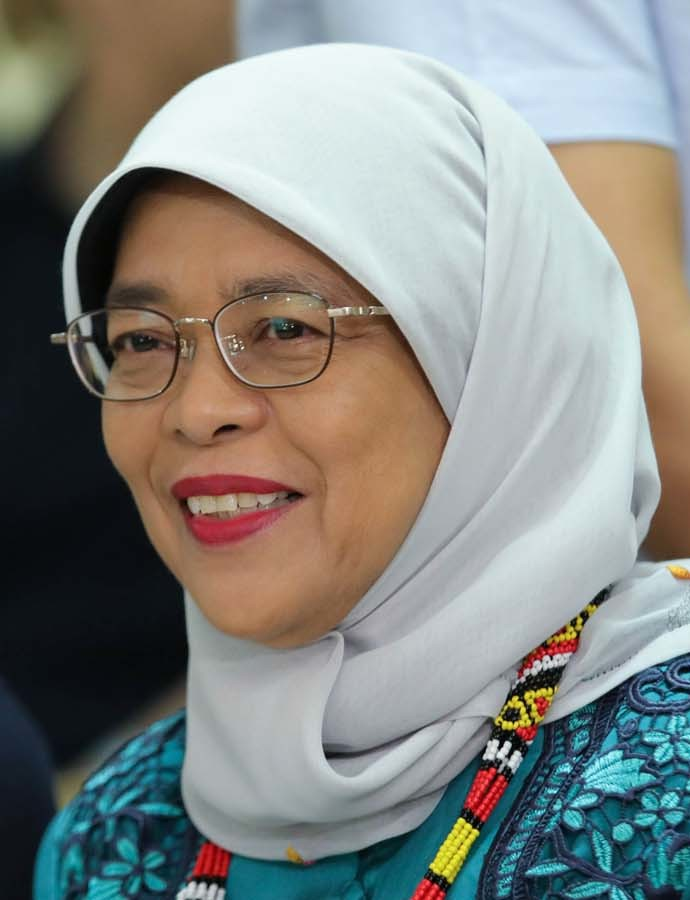
Halimah Yacob (2019)

Halimah binti Yacob (حاليمه بنت ياچوب; * 23. August 1954 in Singapur) ist eine singapurische Politikerin. Vom 14. September 2017 bis zum 14. September 2023 war sie Präsidentin des Stadtstaats. Sie war zuvor Mitglied der People’s Action Party (PAP) und die neunte Sprecherin des Parlamentes von Singapur. Dieses Amt und ihre Mitgliedschaft in der PAP gab sie am 7. August 2017 auf, um als Präsidentschaftskandidatin anzutreten. Dem singapurischen Parlament hatte sie von 2001 bis 2015 angehört.

## Leben und Ausbildung
Ihr Name folgt dem System des malaysischen Namens und setzt sich aus ihrem Vornamen Halimah und dem Vornamen ihres Vaters Yacob, verbunden mit dem Zusatz binti (aus arabisch بنت „Tochter von“) zusammen. Ihr Vater gehörte der Volksgruppe der Inder und ihre Mutter gehört jener der Malaien an. Ihr Vater war Wachmann von Beruf und starb, als sie acht Jahre alt war. Danach wurde sie von ihrer Mutter erzogen. Dieser half sie jeden Tag vor Beginn der Schule, malaiische Speisen für den Verkauf vorzubereiten, um damit den Unterhalt ihrer vier Geschwister und auch ihren eigenen sicherzustellen. Sie besuchte die Singapore Chinese Girls’ School und die Tanjong Katong Girls’ School. Danach studierte sie an der National University of Singapore. Das Studium schloss sie mit dem Bachelor of Laws ab. Ihre Zulassung bei der Anwaltskammer von Singapur erhielt sie im Jahr 1981. Einen Master of Laws erwarb sie im Jahr 2001 ebenfalls an der National University of Singapore. Diese ehrte sie 2016 mit der Verleihung des Ehrendoktortitels.
Yacob ist verheiratet mit Mohammed Abdullah Alhabshee. Ihr Mann ist Rentner arabischer Abstammung, das Paar hat fünf Kinder. Halimah Yacob ist Muslima. Die Familie lebt in einer öffentlich geförderten Wohnung des Housing and Development Board in Yishun. Diese besteht aus einer 5-Zimmer-Wohnung, die mit einer 4-Zimmer-Wohnung zusammengelegt wurde.

## Werdegang
Sie arbeitete nach ihrem Abschluss im Jahr 1978 als Justizangestellte des National Trades Union Congress, 1992 wurde sie die Direktorin der Rechtsabteilung und 1999 wurde sie zur Direktorin des Singapore Institute of Labor Studies (heute Ong Teng Cheong Institute of Labor Studies) ernannt.

### Politische Anfänge
Halimah Yacobs politische Karriere startete 2001. In diesem Jahr wurde sie in das Parlament für die Jurong Group Representation Constituency (GRC) gewählt. Nach den Parlamentswahlen in Singapur 2011 wurde sie zur Staatsministerin im Ministerium für kommunale Entwicklung, Jugend und Sport berufen. Nach einer Kabinettsumbildung im November 2012 wurde sie zur Staatsministerin im Ministerium für soziale und familiäre Entwicklung. Sie war auch als Vorsitzende des Stadtrats von Jurong tätig.
Im Januar 2015 wurde sie in das Central Executive Committee (PAP), dem höchsten Entscheidungsgremium der Partei gewählt. Bei den Parlamentswahlen in Singapur 2015 war sie die alleinige Kandidatin der Group Representation Constituency für die People’s Action Party group und der neu gegründeten Marsiling-Yew Tee Group Representation Constituency.
Gegen einen radikalen Islam und unter besonderer Verurteilung und Dissoziation von der Organisation Islamischer Staat hat sie sich 2016 ausgesprochen.

### Sprecherin des Parlaments
Am 8. Januar 2013, nominierte Singapurs Premiere Minister Lee Hsien Loong Halimah Yacob als Nachfolgerin des vormaligen Sprechers Michael Palmer, der von dem Amt zurücktrat, nachdem eine außereheliche Affäre bekannt geworden war. Sie wurde zur Sprecherin des Parlamentes am 14. Januar 2013 gewählt. Damit war sie in der Geschichte von Singapur die erste Frau in dieser Position.

### Gewerkschaftsarbeit
Halimah Yacob diente dem National Trades Union Congress (NTUC) als stellvertretende Generalsekretärin, Direktorin der Rechtsabteilung und Direktorin des Frauen-Sekretariats. Sie diente auch als Exekutivsekretärin der Vereinigten Arbeiter der Elektronik und der Elektroindustrie. Sie wurde zur Stellvertreterin des Vizepräsidenten des Normenausschusses der International Labour Conference in Genf in den Jahren 2000 bis 2002 und 2005 gewählt. In den Jahren 2003 und 2004 war sie Sprecherin der Arbeiter im LLC Commitee für Personalentwicklung und Handel.

### Präsidentschaftswahl im Jahr 2017
Am 6. August 2017 kündigte Halimah Yacob an, dass sie vom Amt der Sprecherin des Parlamentes zurücktritt, ebenso legte sie ihr Mandat für die Marsiling-Yew Tee am nächsten Tag nieder, um für das Amt der Präsidentin bei den Präsidentschaftswahlen 2017 zu kandidieren, welche für Mitglieder der malaischen Bevölkerungsgruppe reserviert war. Sie wurde als Kandidatin der PAP für die Wahl angesehen und wurde von Premierminister Lee Hsien Loong unterstützt.
Ihre Wahlkampfseite ging am 25. August 2017 online und ihr Slogan „Do Good Do Together“ wurde kritisiert, da er grammatikalisch falsch ist. Sie verteidigte ihren Slogan und erklärte, dass er dazu bestimmt sei, eingängig zu sein.
Als Antwort auf öffentliche Fragen, ob Halimah Yacob die Wahlregeln durch den Kampagnenbeginn vor dem Nominierungstag brach, erklärte die ELD, dass ihre Regel, die Kandidaturen vor dem Abschluss der Nominierung verbietet, nur für Kandidaten gilt, die nominiert seien. Auch gab es Rückfragen nach ihrer langjährigen Zugehörigkeit zur PAP und dadurch mangelnde politische Unabhängigkeit, da sie ihre Parteiämter erst kurz vor der Wahlkampagne aufgab. Halimah Yacob verwies auf den früher verstorbenen Präsidenten Ong Teng Cheong, der auch Mitglied der PAP war, bevor er gewählt wurde. Sie führte zudem aus, dass sie sich bei einem Änderungsantrag für den Human Organ Transplant Act im Jahr 2007 der Stimme enthalten hatte.

### Reaktionen
Am 13. September 2017 klagte die Singapore Democratic Party vor dem High Court gegen die PAP-Regierung, weil sie sich weigerte, eine Nachwahl in Marsiling-Yew Tee GRC nach dem Rücktritt von Halimah Yacob von ihrem Posten als einzige Minderheits-Abgeordnete ihres Wahlkreises durchzuführen.
Nachdem die Abteilung Wahlen angekündigt hatte, dass Halimah die einzig mögliche Kandidatin für das Amt der Präsidentin sei, da nur sie die Vorgaben erfüllte, beobachtete das globale Medienüberwachungshaus Meltwater eine signifikante Zunahme der negativen Stimmung auf sozialen Medien um die Präsidentenwahlen vom 11. bis 12. September 2017. Die Daten zeigen 83 % negative Stimmung und 17 % positive Stimmung. Kritische Resonanz im Internet hat auch zu der weit verbreiteten Nutzung des Hashtags #NotMyPresident in Singapur geführt. Als Reaktion darauf berichtete die Zeitung The Straits Times, dass es die Verwendung von #halimahismypresident von einer „gleichermaßen lautstarken Gruppe“ gab und Bürger Singapurs drängte, bei der Rallye um den nächsten Präsidenten mitzumachen.
Die Entscheidung von Halimah Yacob, weiterhin in ihrer öffentlich geförderten Wohnung zu leben und nicht in die Istana einzuziehen, hat Sicherheitsbedenken aufgeworfen.
Im April 2020 stimmte Halimah angesichts der COVID-19-Pandemie in Singapur grundsätzlich dem Antrag der Regierung zu, 21 Milliarden S$ aus den bisherigen nationalen Reserven zu beziehen, um die Löhne von 1,9 Millionen Arbeitnehmern zu subventionieren und Arbeitsplätze und Unternehmen zu erhalten. Am 7. April 2020 wurde der Gesetzentwurf zur Ergänzungsversorgung für den Resilienz- und Solidaritätshaushalt überarbeitet und der überarbeitete Gesetzentwurf wurde am 9. April 2020 von Halimah geltend gemacht. Am 5. Juni 2020 verabschiedete das Parlament von Singapur das zweite Zusatzversorgungsgesetz für den Fortitude-Haushalt, das es der Regierung ermöglicht, zusätzlich 31 Milliarden Singapur-Dollar aus den bisherigen Reserven zu beziehen, um Arbeitsplätze für diejenigen zu sichern, die aufgrund der Pandemie ihren Arbeitsplatz verloren haben. Am 16. Juni 2020 stimmte Halimah dem Second Supplementary Supply Bill zu, mit dem das Second Supplementary Supply Act in Kraft gesetzt wurde, um der Regierung die erforderlichen zusätzlichen Mittel zur Linderung der Auswirkungen der Pandemie zu gewähren. Dies ist das zweite Mal, dass die früheren Reserven Singapurs im Geschäftsjahr 2020 in Anspruch genommen wurden, und es war auch der größte Betrag, der aus den früheren Reserven seit der Unabhängigkeit Singapurs entnommen wurde, wobei sich die Mittel auf insgesamt 52 Milliarden S$ beliefen. Aufgrund zusätzlicher COVID-19-Lockdowns wurden im Jahr 2021 sogar erneut Nachtragsgesetze verabschiedet.
Halimah Yacob trat bei der Präsidentschaftswahl 2023 nicht für eine Wiederwahl an. Ihr Nachfolger als Präsident wurde Tharman Shanmugaratnam.